# Mihály Víg

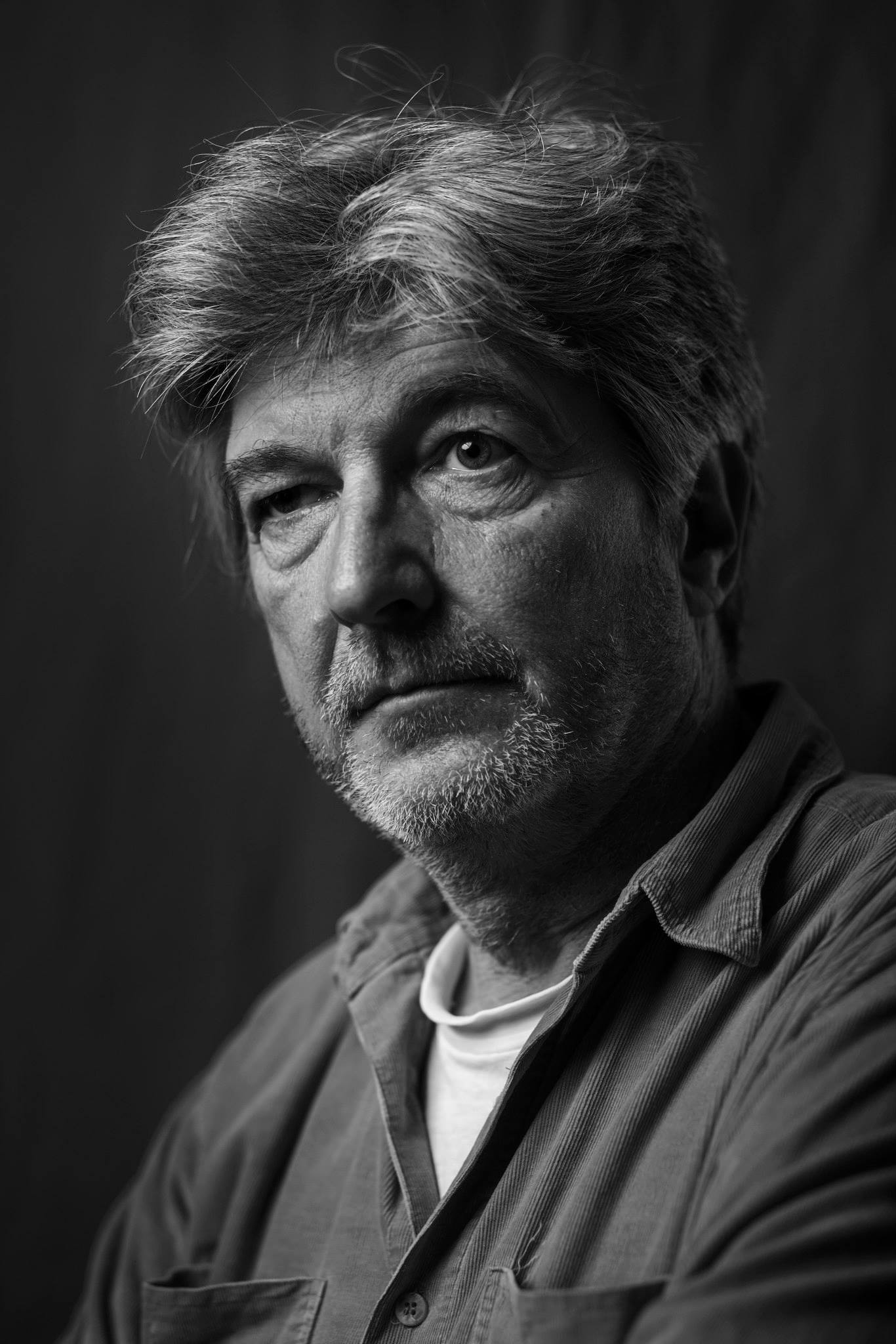
Mihály Víg

Mihály Víg (* 21. September 1957 in Budapest) ist ein ungarischer Musiker, Komponist, Dichter und Schauspieler.

## Leben
Víg stammt aus einer Musikerfamilie. 1979 war er Gründungsmitglied der Band Balaton. Von 1982 bis 1985 war er zudem Mitglied der Underground-Band Trabant. Zu vielen Filmen des Regisseurs Béla Tarr komponierte er die Filmmusik. In dem Film Satanstango spielte er zudem die Hauptrolle des falschen Propheten Irimiás.

## Diskografie
- Balaton: Balaton 1985. 04. 27
- Balaton: Balaton II (1992)
- Balaton: A fény közepe a sötétség kapujában (1996)
- Cigánydalok (1999)
- Filmzenék Tarr Béla filmjeihez (2001)

## Filmografie

### Filmmusik
Sofern nicht anders angegeben, sind die Filme von Béla Tarr.
- 1984: Kalt wie eine Eskimofrau (Eszkimó asszony fázik) – Regie: János Xantus
- 1985: Őszi almanach
- 1988: Verdammnis (Kárhozat)
- 1988: Rocktérítő – Dokumentation, Regie: János Xantus
- 1990: Utolsó hajó
- 1994: Satanstango
- 1995: Reise in der Tiefebene (Utazás az Alföldön)
- 2000: Die Werckmeisterschen Harmonien
- 2004: Prologue, Segment aus Europäische Visionen (Visions of Europe)
- 2007: Der Mann aus London (A Londoni férfi)
- 2008: Die Tochter – Regie: Bernhard Kammel
- 2008: Saját halál – Regie: Péter Forgács
- 2011: Das Turiner Pferd (A Torinói ló) – Nominierung für den Europäischen Filmpreis in der Kategorie Beste Filmmusik

### Darsteller
- 1984: Eszkimó asszony fázik
- 1990: Utolsó hajó
- 1994: Satanstango
- 1995: Reise in der Tiefebene
- 2002: Tiszta lap
- 2006: Egyetleneim